# Isotachis
Isotachis là một chi rêu trong họ Balantiopsaceae.